# Mastigas
Mastigas (em grego: Μαστίγας) ou Mastinas (em grego: Μαστίνας, fl. 535–541) governou o Reino Mauro-Romano durante o século VI como rei dos mouros e romanos, sucedendo Masuna. Durante o reinado de Mastigas, o Reino Mauro-Romano ocupou quase toda a antiga província romana de Mauritânia Cesariense, exceto a antiga capital de Cesareia, que era controlada pelo Império Bizantino. Mastigas se aliaria a Jaudas, governante do Reino de Orés e inimigo tanto do Império Bizantino quanto do anterior rei mauro-romano, Masuna, numa tentativa de capturar território de outros reinos berberes menores na região. Ao contrário de Jaudas e do seu reino, o reino de Mastigas não enfrentaria quaisquer ataques bizantinos, possivelmente devido à sua localização mais distante, e mais tarde forneceria refúgio seguro aos sobreviventes das forças berberes derrotadas e dos romanos rebeldes.

## Vida
Mastigas governou os berberes da Mauritânia Cesariense no final da década de 530, sucedendo a Masuna. O historiador bizantino Procópio de Cesareia é a única fonte sobre ele, mencionando brevemente Mastigas e outros governantes berberes locais no Livro II de Da Guerra Vândala (De Bello Vandalico). Mastigas foi identificado como um governante independente com controle de grande parte da antiga província romana, exceto a antiga capital, Cesareia, que estava em posse dos vândalos e mais tarde foi reconquistada pelo Império Bizantino sob o famoso general Belisário em 533. Mastigas cunhou moedas com seu próprio monograma, bem como o retrato do imperador bizantino, nesta época Justiniano I, assim como os governantes de outros reinos bárbaros.
O sul da Numídia, conhecido como Reino dos Orés, era governada por Jaudas, um inimigo do Império Bizantino e do anterior rei mauro-romano Masuna, e grande parte da antiga província da Mauritânia Sitifense estava sob o governo do rei Órteas, que foi aliado de Masuna. Mastigas aliou-se a Jaudas na tentativa de capturar o território detido por Órteas. Jaudas seria derrotado pelo Império Bizantino, mas a Mauritânia não veria nenhum ataque bizantino, talvez por estar localizada mais longe da capital africana, Cartago. Talvez devido à sua localização mais distante, o Reino Mauro-Romano funcionaria como porto seguro aos guerreiros berberes sobreviventes derrotados e até mesmo aos romanos rebeldes, como para o rebelde Estútias e seus seguidores. Estútias casou-se com a filha de um nobre local (talvez filha de Mastigas ou Masuna) e foi alegadamente nomeado rei em 541, potencialmente sucedendo Mastigas.